# Sergio Pitol
Sergio Pitol Deméneghi (ur. 18 marca 1933 w Puebli, zm. 12 kwietnia 2018 w Xalapie) – meksykański prozaik, tłumacz i dyplomata. Laureat Nagrody Cervantesa z roku 2005.

## Życiorys
Sergio Pitol Deméneghi pochodzi z rodziny o włoskich korzeniach. Jego ojciec Ángel Pitol Sampieri i matka Cristina Deméneghi Buganza zmarli bardzo wcześnie. Babka Catalina Buganza i wuj Agustín Deméneghi wychowali go wraz z jego bratem Angelem, na plantacji trzciny cukrowej Potrero (Córdoba, stan Veracruz). Jako dziecko, od piątego do dwunastego roku życia, chorował na malarię. W czasie choroby babka czytała mu książki i w ten sposób rozbudziła jego zainteresowania literaturą. Po ustąpieniu choroby ukończył szkołę średnią w Córdobie (1945–1949). Studiował literaturę i prawo na Narodowym Autonomicznym Uniwersytecie Meksykańskim (1950–1955). Od wczesnej młodości wiele podróżował, zwiedził m.in. kraje Ameryki Płd., Kubę, Stany Zjednoczone, Wielką Brytanię, Hiszpanię, Włochy, Polskę, Czechosłowację, ZSRR, Chiny. Często zostawał na dłużej w kraju, który odwiedzał, w celu poznania kultury i języka. W sumie za granicą spędził ok. 28 lat i napisał tam większość swoich utworów. W 1960 rozpoczął pracę w Meksykańskim Ministerstwie Spraw Zagranicznych. W 1968 roku jako attaché kulturalny przyjechał do Rumunii. Zaraz po przyjeździe do Bukaresztu zrezygnował ze stanowiska na znak protestu po masakrze w Tlatelolco. Później sprawował funkcję attaché kulturalnego w Polsce (1972–1975), we Francji (1976), na Węgrzech (1977). Przez sześć lat był ambasadorem w Czechosłowacji (1983–1988).
Był profesorem Uniwersytetu Veracruz, w Meksyku (od 1966), i Uniwersytetu Bristolskiego, w Wielkiej Brytanii (1971–1972). Pracował dla wielu wydawnictw: Wydawnictwo Uniwersytetu Veracruz, Novaro, Oasis, Anagrama, Tusquets, Seix Barral. Jest członkiem korespondentem Meksykańskiej Akademii Języka.
Został wyróżniony wieloma nagrodami literackimi. Był stypendystą Fundacji Guggenheima (1998).
Jest posiadaczem tytułu doctora honoris causa Narodowego Uniwersytetu Autonomicznego Meksyku (od 1998) i Uniwersytetu Veracruz (od 2003). W 2005 Biblioteka Instytutu Cervantesa w Sofii otrzymała jego imię.
Jedna z jego powieści została zekranizowana:
- La vida conyugal w bazie IMDb (ang.), Meksyk (1993), reż. Carlos Carrera.

Znajomość j. polskiego, włoskiego, rosyjskiego i angielskiego pozwoliła mu wykonać ponad sto przekładów z tych języków.

### Związki z Polską
Jest autorem bardzo związanym emocjonalnie z Polską i jej kulturą. Spędził w Polsce w sumie sześć lat (1963–1966 i 1972–1975). Kontaktował się z wieloma osobistościami kultury i tłumaczami, z czego zdaje relację w swoich utworach. Był pierwszym tłumaczem i propagatorem na j. hiszpański takich autorów polskich jak: Witold Gombrowicz, Bruno Schulz, Kazimierz Brandys, Jerzy Andrzejewski. W 1998 za wybitne zasługi w rozwijaniu polsko-meksykańskiej współpracy kulturalnej został odznaczony Krzyżem Oficerskim Orderu Zasługi Rzeczypospolitej Polskiej.

## Twórczość
Jest znany głównie jako autor opowiadań, ale szersze uznanie przyniosły mu powieści i eseje. Jego utwory charakteryzuje wyjątkowa umiejętność narracji łączącej wątki autobiograficzne, refleksje na temat literatury i sztuki oraz styl właściwy dziennikowi z podróży. Krzyżując gatunki i różne tradycje literackie, tworzy dzieła z pogranicza metaliteratury i fikcji, w których widać wpływy Borgesa i Faulknera oraz klimat prozy podróżniczej i przygodowej Verne’a i Dickensa. Często wykorzystuje także odniesienia do autorów, których przetłumaczył.

### Powieści
- El tañido de una flauta, México: Era, 1972/ Dźwięk fletu, Warszawa: Czytelnik, 1975 przeł. Kalina Wojciechowska
- Juegos florales, México: Siglo XXI, 1982
- El desfile del amor, Barcelona: Anagrama, 1984
- Domar a la divina garza, México: Era, 1989
- Cuerpo presente, México: Era, 1990
- La vida conyugal, México: Era, 1991
- Tríptico del carnaval (zawiera El desfile del amor, Domar a la divina garza, La vida conyugal), Barcelona: Anagrama, 1999

### Zbiory opowiadań
- Tiempo cercado, México: Edit. Estaciones, 1959
- Vitorio Ferri cuenta un cuento, México: Estaciones, La Aventura y el Orden, 1959
- Infierno de todos, Xalapa: Universidad veracruzana, 1964/Każdy ze swoim piekłem, Warszawa: Iskry, 1967; przeł. Zofia Szleyen, Kalina Wojciechowska
- Los climas, México: J. Mortiz, 1966
- No hay tal lugar, México: Era, 1967
- Infierno de todos, Barcelona: Seix Barral, 1971
- Del encuentro nupcial, Barcelona: Tusquets, 1970/ Przedślubne spotkanie, Kraków: Wydaw. Literackie, 1974; przeł. Zofia Szleyen, Andrzej Sobol-Jurczykowski, (posł. Zofia Szleyen).
- Asimetría, Mexico: UNAM, 1980
- Nocturno de Bujara, México, Siglo XXI, 1981
- Cementerio de tordos, México, Oceano, 1982
- Vals de Mefisto, Barcelona, Anagrama, 1984
- El asedio del fuego, México: UNAM, 1984
- Un largo viaje, México, UNAM, 1999
- El oscuro hermano gemelo y otros relatos, México: Grupo Editorial Norma, 2004

### Eseje
- Sergio Pitol, México: Empresas editoriales, 1966
- De Jane Austen a Virginia Woolf, México: SepSetentas, 1975
- La casa de la tribu, México: Fondo de Cultura Economica, 1989
- El relato veneciano de Billie Upward, Caracas, Venezuela, Monte Avila, 1992
- Iconografía. Juan Soriano: El perpetuo Rebelde, México: Era, 1993
- Luis García Guerrero, Gob. del Edo. de Guanajuato, 1993
- Olga Costa, IECG, La Rana, Artistas de Guanajuato, 1998
- El arte de la fuga México, Era, 1996
- Pasión por la trama, México, Era, 1998
- El único argumento, México: Ediciones Multiarte, 1980 (zawiera 35 grafik w technice sitodruku autorstwa Juana Soriano)
- Soñar la realidad, Barcelona, Plaza and Janes, 1998
- Una adicción a la novela inglesa, México, ISSSTE, 1999
- Todo está en todas las cosas, México: LOM Ediciones, 2000
- De la realidad a la literatura, México: ITESM, Ariel, 2002
- El mago de Viena, Valencia: Pre-Textos, 2005
- Trilogía de la memoria, (zawiera El arte de la fuga, El Viaje, El mago de Viena) Barcelona: Anagrama, 2007

### Przekłady literackie

#### z j. polskiego
Andrzejewski,Jerzy
- Las puertas del paraíso, 1965, [Bramy raju]

Brandys, Kazimierz
- Cartas a la senora Z, 1966, [Listy do pani Z]
- Madre de reyes, 1968, [Matka Królów]
- Rondó, Barcelona: Anagrama, 1991, [Rondo]

Gombrowicz, Witold
- El diario argentino, Buenos Aires: Editorial Sudamericana, 1968 [fragmenty Dziennika dotyczące Argentyny, które wybrał i opracował Witold Gombrowicz]
- Cosmos, Barcelona: Seix Barral, 1969, [Kosmos]
- La virginidad, Barcelona: Tusquets, 1970 [zawiera opowiadania z tomu Bakakaj: Zbrodnia z premedytacją, Biesiada u hrabiny Kotłubaj, Dziewictwo]
- Transatlántico, Barcelona: Barral, 1971 (wspólnie z Kazimierzem Piekarcem) [Trans-Atlantyk]
- Bakakai,Barcelona: Barral Editores, 1974

Schulz, Bruno
- Las tiendas de canela, México: UNAM, Coordinacion de Humanidades, 1986, [Sklepy cynamonowe]

Antologie
- Antologia del cuento polaco contemporaneo, Mexico: Era, 1967
- Cuatro dramaturgos polacos, Mexico: UNAM, 1968

#### z j. angielskiego
Austen,Jane
- Emma, Estella, Salvat, 1972

Conrad, Joseph
- El corazón de las tinieblas, México, UNAM, 1980

James, Henry
- Las bostonianas Barcelona: Seix Barral, 1971
- Daisy Miller y los papeles de Aspern México, UNAM, 1984
- Lo que Maisie sabia Barcelona: Seix Barral, 1971
- La vuelta de tuerca Barcelona: Seix Barral, 1971
- Washington Square Barcelona: Seix Barral, 1970

Firbank, Ronald
- En torno a las excentricidades del cardenal Pirelli, Barcelona: Anagrama, 1985

Madox Ford, Ford
- El buen soldado Barcelona: Planeta, 1973

Franco, Jean
- La cultura moderna en América latina, México: Joaquin Mortiz, 1971

Graves, Robert
- Adiós a todo eso Barcelona: Seix Barral, 1971

Lowry, Malcolm
- El volcan, el mezcal, los comisarios: Dos cartas, Barcelona: Tusquets, 1984

#### z j. węgierskiego
Déry, Tibor
- El ajuste de cuentas y otros relatos, México: Era, 1968

#### z j. rosyjskiego
Czechow, Anton
- Un drama de caza, Madrid: Alianza, 1985

Pliniak, Borys
- Caoba, México: UNAM, 1980
- Relatos, México: Consejo Nacional para la Cultura y las Artes, 1997

#### z j. włoskiego
Berto, Giuseppe
- El mal oscuro, Barcelona: Seix Barral, 1970

Bassani, Giorgio
- Detrás de la puerta, Barcelona: Seix Barral, 1969
- Los anteojos de oro, Barcelona: Barral, 1972
- Lida Montovani y otras historias de Ferrara, Barcelona: Barral, 1971

Malerba, Luigi
- Salto mortal, Barcelona, Seix Barral, 1970

Vittorini, Elio
- Las ciudades del mundo, Barcelona: Seix Barral, 1971

## Nagrody i wyróżnienia
- 1957: Nagroda czasopisma Aventura y Misterio za opowiadanie Amelia Otero (Meksyk)
- 1973: Nagroda im. Rodolfo Goes Państwowego Instytutu Sztuk Pięktych (INBA) za El tañido de una flauta (Meksyk)
- 1974: Nagroda literacka ZAiKS-u dla tłumaczy (Polska)[8]
- 1980: Nagroda La Palabra y el Hombre za Asimetría (Meksyk)
- 1981: Nagroda im. Xaviera Villaurrutii za Nocturno de Bujara (Meksyk)
- 1982: Nagroda Prozatorska Comala (Meksyk)
- 1983: Państwowa Nagroda w dziedzinie Literatury (Meksyk)
- 1984: Nagroda Herralde za powieść El desfile del amor (Hiszpania)
- 1987: Nagroda Stowarzyszenia Kultury Europejskiej (Polska)
- 1997: Nagroda Mazatlán za El arte de la fuga(Meksyk)
- 1998: Tytuł doctora honoris causa Narodowego Uniwersytetu Autonomicznego Meksyku (Meksyk)
- 1999: Nagroda Juan Rulfo (Meksyk)
- 2000: Międzynarodowa Nagroda Bellunesi nel Mondo (Wenecja, Włochy)
- 2002: Państwowa Nagroda im. Francisco Xavier Clavijero (Meksyk)
- 2003: Tytuł doktora honoris causa Uniwersytetu Veracruz (Meksyk)
- 2004: Medal im. José de Calasanz Uniwersytetu Veracruz (Meksyk)
- 2005: Nagroda Cervantesa (Hiszpania)[9]
- 2006: Nagroda im. Rogera Caillois (Francja)
- 2008: Złoty Medal Państwowego Instytutu Sztuk Pięknych (INBA) (Meksyk)